# Union Bordeaux Bègles
El Union Bordeaux Bègles es un club de rugby francés nacido tras la fusión en 2006 del Stade Bordelais y del Club Athlétique Bordeaux-Bègles Gironde. 
En mayo de 2011 logró el ascenso a la máxima categoría del rugby francés, el Top 14. 
En mayo de 2015 logró clasificarse por primera vez para la Copa de Campeones Europeos de Rugby, torneo que obtuvo por primera vez en la edición 2025.
El club disputa sus partidos como local en el estadio Chaban-Delmas y algunas deslocalizaciones en el estadio de fútbol del Girondins de Burdeos el estadio Matmut Atlantique.

## Historia

### Rivalidad entre el Club Universitario Stade Bordeaux y el Club Athlétique Béglais (1889-2005)
Desde hacía varios años, el casco urbano de Burdeos padecía la ausencia de un club emblemático, o más bien la rivalidad histórica entre los dos clubes, el Stade Bordeaux y el Bordeaux Bègles Gironde Athletic Club . El Stade Bordeaux fue un actor importante en el rugby nacional a finales del XIXXIX . y al comienzo de 20 siglo (7 títulos entre 1899 y 1911, primer club provincial coronado campeón de Francia), antes de continuar su existencia en el marco de los campeonatos amateurs. El Athletic Club de Béglais, por su parte, llegó a la élite poco antes de la Primera Guerra Mundial sin volver a salir de ella (excepto durante la temporada 1986-87), cosechando dos títulos de Campeón de Francia en 1969 y 1991, y participando en la primera Copa de Europa en 1995. Pero la transición al nuevo milenio fue difícil. El club fue lanzado a la Pro D2 al final de la temporada 2002-2003, luego a la Fédérale 1, mientras que el Stade Bordeaux, por su parte, tomó el camino opuesto y llegó a la Pro D2.

### El nacimiento de la unión en 2006
En 2005, se puso en marcha otro proyecto de fusión, a pesar de la feroz oposición de los partidarios más acérrimos de ambos bandos y de importantes obstáculos concretos. Pero los políticos de Burdeos (Alain Juppé) y de Bègles (Noël Mamère), así como los dirigentes de los dos clubes, Alban y Michel Moga para Bègles y Frederic Martini y Philippe Moulia para el Stade Bordeaux, presionaron para lograr finalmente la unión de fuerzas de ambos. clubs. Uno de los argumentos más utilizados a favor de la fusión fue que las empresas no sabían a cuál de los dos clubes recurrir para sus promociones y asociaciones, problema que desaparecería con un solo gran club, en una región económicamente bastante favorecida.
El 10 de marzo de 2006, se firmó un estatuto sindical entre la SBUC y la CABBGque delineaba y conducía unas semanas más tarde a la creación de un club común. Se selló un sindicato en forma de sociedad anónima deportiva profesional (SASP), resultado del trabajo de un comité directivo compuesto por seis miembros provenientes a partes iguales de cada uno de los dos clubes (CABBG : Michel Moga, Alban Moga, Raymond Chatenet; estadio de burdeos : Jean-Pierre Lamarque, Hervé Hargous, Philippe Moulia).
La fusión sólo afecta a los equipos mayores y el filial. La nueva entidad ocupó el lugar del Stade Bordeaux en Pro D2, mientras que cada uno de los dos clubes conservó sus equipos y equipos juveniles. El centro de formación de Bègles es especialmente eficaz y aportará numerosos jugadores al primer equipo (como Maxime Machenaud, por ejemplo).
Fue Frédéric Martini quien fue elegido presidente del nuevo club. ; estaba al frente de un comité directivo que incluía a los altos directivos de cada entidad.
La nueva estructura, incluso antes de su nacimiento, se enfrenta a discordias en torno a su nombre. : durante los primeros años se utiliza la denominación ampliada Union Stade bordelais-CA Bordeaux Bègles, cuya sigla utilizada es USBCABBG, siendo igual entre las dos entidades anteriores. Asimismo, el estadio André-Moga de Bègles y el estadio Sainte-Germaine de Bouscat acogen inicialmente los partidos de forma compartida.

### La era Patrick Laporte (2006-2009)
Para sus primeras temporadas, el equipo contó con un presupuesto de 3,6 millones de euros. Frédéric Martini siguió siendo presidente de la Unión durante un año antes de dar paso a Laurent Marti, empresario de Bergerac (grupo Top Tex, con sede en Toulouse) al inicio de la temporada 2006.
El nuevo presidente ayudó a resolver las últimas discrepancias en torno a la Unión, eligiendo una sede única para los partidos en casa, en Bègles, o simplificando el nombre del club a Union Bordeaux Bègles (UBB) en la primavera de 2008. Laurent Martí contribuyó en gran medida a aumentar el presupuesto del club de 3,8 millones de euros en 2007-2008 a 4,2 millones de euros en 2008-2009 y, finalmente, a 5,3 millones de euros en 2010-2011, año del ascenso. Las ambiciones eran encontrar la élite a corto plazo (dos o tres años), antes de lanzarse a conquistar Europa lo antes posible.

### La era Marc Delpoux (2009-2011)
En 2009, Marc Delpoux, entonces entrenador del Calvisano en Italia, fichó por la UBB con el objetivo a medio plazo (2 a 3 años) de ascender al Top 14. Trae consigo a algunos jugadores que, como Gerard Fraser (mejor director del Pro D2 en la temporada 2010-2011 ), serán los principales artífices del ascenso al Top 14.
Durante la temporada 2010-2011 Pro D2, el club acabó quinto en la fase regular en el último minuto, llegando así a semifinales.
En semifinales, la UBB venció al Grenoble (2 en la fase regular y gran favorito en ascenso) en el estadio Lesdiguières de Grenoble (12-19), antes de derrotar al Albi en la final (14-21), en Armandie, alcanzando así el nivel más alto del rugby francés con el campeón habitual, Lyon OU.
A lo largo de esta temporada 2010-2011, aunque tuvo un mal comienzo con una derrota inicial en casa contra el US Colomiers (que también descenderá al Federal 1), el club siguió ganando impulso para terminar en la apoteosis.

### Ganador del playoff de ascenso a Top 14 en 2011
Cinco años después de su fusión, el club, que jugaba en el Pro D2, consiguió ascender al Top 14 tras una victoria en la final de la eliminatoria del Pro D2 contra el Albi por 21-14.
Después de un comienzo difícil en el césped del Stade Français, la UBB consiguió su primera victoria en el Top 14 en la segunda jornada, contra el Aviron bayonnais, en el estadio Chaban-Delmas, en el que no invertía desde hacía 2 años y un partido contra el SU Agen, entonces en Pro D2.
El club desafiará todos los pronósticos al inicio de la temporada, en particular con victorias prestigiosas como la del Stade Toulouse (18-17), llenando los 34 700 asientos del estadio Chaban-Delmas.
Seguirán otros momentos destacados, como la victoria contra el CA Brive en el 85 y la acción que quedará como prueba del "fin del mundo" de la temporada 2011-2012, la victoria festiva (5 tries a 0) contra eñ Stade Français el la tarde del 31 décembre para cerrar un año 2011 excepcional para el club, o incluso sobre el terreno de juego de Jean-Dauger, pocos días después de la muerte de su entrenador de delanteros, Laurent Armand.
Con su juego muy ofensivo (inspirado en el rugby del hemisferio sur) basado en la velocidad y la circulación del balón, que el equipo nunca negará durante toda la temporada (incluso en los momentos difíciles o durante los partidos decisivos), la UBB aportará temporada (en opinión general tanto de especialistas como de aficionados) un soplo de aire fresco y una novedad en el rugby francés.
El Union Bordeaux Bègles terminará finalmente 8, con 53 puntos (y 12 victorias), lo que sigue siendo un récord absoluto para un ascendido procedente de la final de acceso del Pro D2, y la tercera mejor actuación de un ascendido al Top 14, detrás del Racing Métro 92 en la 2009-2010 y US Montauban de la 2006-2007.

## Imagen e Identidad

### Nombre
A pesar de los llamamientos a la simplificación, se adoptó el nombre Union Stade bordelais-CA Bordeaux Bègles Gironde, o Union SB-CABBG, sin que ninguno de los clubes quisiera ceder. Los Béglais se negaron así a desaparecer en un nombre que sólo mencionaría a Burdeos (como el rugby de Burdeos, por ejemplo), mientras que el rugby de alto nivel en la región en la época contemporánea ha sido obra del CAB. «Tuvimos dificultades para encontrar un nombre de club que se adaptara a ambas partes. El nombre elegido respeta las nociones de paridad y equilibrio.» (Philippe Moulia, presidente del Stade Bordeaux omnisports).
En mayo de 2008, el nombre del club, conocido por su unión, se cambió a Union Bordeaux Bègles, a menudo abreviado como UBB.

### Logo
El logo representa, por un lado, los tableros de ajedrez azules y blancos de la CABBG, y por el otro, el león amarillo sobre fondo negro del Stade Bordeaux. Se han añadido las medias lunas, símbolos de la ciudad de Burdeos.
El 18 de abril de 2018, el logo cambió ligeramente. Más concretamente, el escudo de armas ahora está inscrito en un círculo de color burdeos. ; la mención Union Bordeaux Bègles está escrita en un tamaño de fuente uniforme, a diferencia de la versión anterior donde la palabra Union estaba resaltada. 

### Colores de la camiseta
La camiseta de la UBB es burdeos y blanca. En los partidos en casa, la camiseta es predominantemente blanca, mientras que en los partidos fuera de casa es predominantemente roja burdeos. Por supuesto, el color Burdeos era esencial para un club de la ciudad del mismo nombre, la elección del Burdeos también estuvo motivada por el hecho de que era un color neutro en comparación con CABBG y Stade Bordeaux, que jugaban respectivamente en azul y blanco y en amarillo y negro. Desde su llegada al Top 14, el club ha utilizado diversos símbolos pertenecientes a los dos clubes fundadores. : El tablero de ajedrez de la CABBG, el León del Estadio de Burdeos, pero también el escapulario que recuerda la famosa camiseta del vecino club de fútbol Girondins de Burdeos.
En junio de 2013, se estrenó una nueva camiseta. Era esencialmente azul, con hombros color burdeos y un escapulario blanco que le da un pequeño aire de Girondins de Bordeaux . Esa nueva equipación, proporcionada por la firma italiana Kappa, supuso un cambio de época para el Union Bordeaux Bègles. Marca el fin de la presencia de los logotipos de los dos clubes fundadores de la UBB : el león del Stade Bordeaux y los tableros de ajedrez del CA Bègles. Después de 7 años de existencia, la Unión tiene su propia identidad.

## Jugadores internacionales con Francia
- Camille Lopez
- Félix Le Bourhis
- Sofiane Guitoune
- Loann Goujon
- Julien Rey
- Jefferson Poirot
- Baptiste Serin
- Clément Maynadier
- Nans Ducuing
- Adrien Pélissié
- Marco Tauleigne
- Matthieu Jalibert
- Cameron Woki
- Cyril Cazeaux
- Yoram Moefana
- Maxime Lucu
- Sipili Falatea
- Louis Bielle-Biarrey
- Damian Penaud
- Nicolas Depoortère

## Balance de temporadas

### Ranking de Bordeaux en la liga
| temporada | campeonato | División         | clasificación        |
| 2024-2025 | Top 14     | primera división | -                    |
| 2023-2024 | Top 14     | primera división | 3º                   |
| 2022-2023 | Top 14     | primera división | 6º                   |
| 2021-2022 | Top 14     | primera división | 3º                   |
| 2020-2021 | Top 14     | primera división | 4º                   |
| 2019-2020 | Top 14     | primera división | temporada suspendida |
| 2018-2019 | Top 14     | primera división | 10º                  |
| 2017-2018 | Top 14     | primera división | 10º                  |
| 2016-2017 | Top 14     | primera división | 11º                  |
| 2015-2016 | Top 14     | primera división | 7º                   |
| 2014-2015 | Top 14     | primera división | 7º                   |
| 2013-2014 | Top 14     | primera división | 8º                   |
| 2012-2013 | Top 14     | primera división | 12º                  |
| 2011-2012 | Top 14     | primera división | 8º                   |
| 2010-2011 | ProD2      | segunda división | 5º / ascenso         |
| 2009-2010 | ProD2      | segunda división | 9º                   |
| 2008-2009 | ProD2      | segunda división | 11º                  |
| 2007-2008 | ProD2      | segunda división | 12º                  |
| 2006-2007 | ProD2      | segunda división | 10º                  |

## Palmarés

### Stade Bordelais
- Campeonato de Francia (7) : 1898-99, 1903-04, 1904-05, 1905-06, 1906-07, 1908-09, 1910-11
- Subcampeón Campeonato de Francia (5) : 1899-1900, 1900-01, 1901-02, 1907-08, 1909-10

### CA Bègles
- Campeonato de Francia (2) : 1968-69, 1990-91,
- Copa de Francia (1) : 1949
- Subcampeón Campeonato de Francia (1) : 1966-67

### Union Bordeaux Bègles
- Copa de Campeones de Europa (1): 2024-25.

- Subcampeón Campeonato de Francia (2) : 2023-24, 2024-25